# Deus Ex: Mankind Divided
Deus Ex: Mankind Divided (с англ. — «Deus Ex: Разделённое Человечество») — компьютерная игра в жанре Action/RPG с элементами стелс-экшена, разработанная канадской компанией Eidos Montreal и изданная японским холдингом Square Enix. Является сиквелом игры Deus Ex: Human Revolution, вышедшей в 2011 году и четвёртой основной игрой в серии Deus Ex. Действие Mankind Divided разворачивается в 2029 году — спустя два года после событий Human Revolution и за 23 года до событий первой игры Deus Ex. Главным героем игры по-прежнему является Адам Дженсен.
Первоначально игра была выпущена для платформ Windows, PlayStation 4 и Xbox One в 2016 году. Позже в том же году состоялся релиз версии для Linux, а в 2017 году — для macOS.

## Игровой процесс
Deus Ex: Mankind Divided является игрой в жанре action/RPG с элементами стелс-экшена. Как и в Human Revolution игрок берёт под управление Адама Дженсена. Большую часть игры игрок может свободно перемещаться по нескольким открытым локациям, где он может выполнять основные и побочные задания, покупать и модернизировать оружие, устранять противников, общаться с персонажами и исследовать игровой мир. Единственной крупной локацией в Mankind Divided, в отличие от прошлых игр серии, является город Прага.
Задания основной сюжетной линии следуют последовательно друг за другом. Побочные квесты могут выполняться в любом порядке, но при этом одно побочное задание может открывать другие, а также влиять на основную сюжетную линию. Большинство квестов могут быть пройдены несколькими способами. Например, игрок может использовать огнестрельное оружие и устранить всех противников, либо скрытно нейтрализовать их (но при этом не убивать), либо при помощи общения, без использования насильственного метода, достичь своей цели и так далее. Выбранный способ прохождения может влиять на результат задания и концовку игры. Игра может быть полностью пройдена без убийств противников, в том числе боссов.
Игрок может использовать различные виды фантастического летального и нелетального оружия, которые представлены пистолетами, пистолетами-пулемётами, снайперскими винтовками и гранатами. Большая часть оружия может быть модифицирована. Также игроку доступны различные предметы которые могут восполнять здоровье и энергию, а также кратковременно изменять другие аспекты игрового процесса.
Как и в прошлой основной игре серии, система развития персонажа представлена системой аугментаций, которая была переработана. Игрок может получать или покупать очки умений, с помощью которых можно улучшать различные активные и пассивные способности Адама Дженсена. Важным изменением в игре стало добавление автоматического восполнения полной шкалы энергии, тогда как в предшественнице требовалось искать и использовать дополнительные запасы.

## Сюжет
События Deus Ex: Mankind Divided происходят в 2029 году, через 2 года после событий Human Revolution. За основу сюжета взят Панхейский инцидент — одно из ключевых событий в игровой вселенной серии Deus Ex, произошедшее в финале Human Revolution, в ходе которого аугментированные люди во всём мире из-за сигнала, поданного создателем механических аугментаций Хью Дэрроу, кратковременно впали в состояние безумия, начали уничтожать имущество и убивать других людей, нанеся своими действиями значительный ущерб по всему миру. Действия и выборы, сделанные игроком в прошлой части не влияют на развитие сюжета Mankind Divided.
После Панхейского инцидента аугменированные люди повсеместно были подвергнуты дискриминации, боязнь повторения подобного инцидента побудила правительства всего мира заключить выживших «аугов» в гетто. Общество, раскол которого только намечался в Human Revolution, после инцидента разделился на две воинствующие группировки — на являющихся большинством поборников чистоты человеческого тела и на аугментированных людей и симпатизирующих им.
Главным героем игры вновь выступает Адам Дженсен, который в момент начала игры является агентом Оперативной группы 29, вымышленного подразделения Интерпола, а также является тайным осведомителем группы хакеров под названием Коллектив Джаггернаут, лидером которого является таинственный хакер Янус.
Первой миссией Дженсена в Mankind Divided как агента ОГ29 является проникновение в недостроенный отель в Дубае с целью сорвать сделку по продаже оружия. После того, как Дженсен выполнил свою задачу, в отель прибывают наёмники в золотых масках, которые начинают уничтожать торговцев оружием. Главному герою любым способом необходимо остановить вертолёт с оружием. Спустя некоторое время после миссии в Дубае Дженсен просыпается в поезде, следующем на станцию Ружичка в Праге. По прибытии на станцию Дженсен встречается с другим членом Коллектива Джаггернаут, Алекс Вегой, с которой протагонист обсуждает текущую ситуацию. Спустя некоторое время на станции происходит теракт.

## Разработка

### Анонс
Первые слухи о разработке новой части серии появились, когда 27 марта 2014 года Square Enix зарегистрировала новую торговую марку под названием «Deus Ex: Mankind Divided». В октябре того же года было подтверждено, что работа над новой частью игры действительно ведётся.
6 апреля 2015 года Square Enix посредством сервиса онлайн-трансляций Twitch запустили проект под названием Can’t Kill Progress — игру в альтернативной реальности, предназначенную для рекламы своего нового, на тот момент неизвестного, продукта. Трансляция продлилась до 8 апреля, и в течение всего времени зрителям предлагали разгадывать загадки, чтобы получить больше информации о происходящем, а также голосовать за некоторые варианты развития событий. Анонс Mankind Divided должен был состояться по окончании трансляции, однако российский сайт «Канобу», посвящённый игровой тематике, опубликовал полученные скриншоты новой игры на день раньше. Материалы были удалены с сайта спустя несколько минут, однако ссылка на них сохранилась в кэше Google, что позволило утечке быстро распространиться в сети. По словам представителей «Канобу», на материалы, полученные «от собственного источника», не было наложено эмбарго, потому формально никаких нарушений со стороны сайта не было. Почти одновременно с этим произошла утечка информации об игре от интернет-обозревателя Game Informer, который впоследствии получил право в течение месяца публиковать эксклюзивный контент, связанный с Mankind Divided.

### Сюжет
Сценарист проекта Мэри ДеМарле в своём интервью для Game Informer отметила, что она стремилась писать сюжет совместно с другими членами команды разработчиков. Это давало возможность совместной работы над игрой с разных сторон и создания новых идей. Она подчеркнула, что мало написать буквы на бумаге — нужно понимать, что будет видеть и ощущать игрок во время прохождения.
Раскрывая роль Адама Дженсена в Mankind Divided, Мэри ДеМарле сделала акцент на том, что в Human Revolution ему пришлось сделать выбор, от которого зависела не только его жизнь, но и большей части человечества. Но спустя два года становится ясно, что Адам ошибся и теперь он желает исправить произошедшее. Для этого ему пришлось искать влиятельного и мощного покровителя, чтобы противостоять скрытым силам, влияющим на мировые процессы. Поэтому Адам начал работать на Интерпол. В реалиях новой части серии аугментированные граждане подвергаются серьёзным гонениям, а многие организации стараются всячески ущемить их права. В ответ на это создаются подпольные оппозиционные сообщества, которые хотят восстановить права аугментированных людей. Тем не менее, эти группы рассматриваются как террористические, и Адаму, как агенту Интерпола, придётся установить их причастность к некоторым террористическим актам. Основной завязкой является поиск баланса между данными группировками. По мнению Мэри ДеМарле, главной мыслью новой игры является ответ на вопрос «о принятии себя таким, каким ты стал не по собственному желанию, а в силу обстоятельств, и дальнейшему пониманию того, кем ты являешься». По словам другого сценариста студии, Жак-Беллета, планировалось «убить» Адама ещё в конце первой игры, но решено было оставить его, так как Адам является изгоем для обеих сторон и больше всех подходит для объективного изображения конфликтующих лагерей.
Одним из наиболее слабых мест Human Revolution считалось отсутствие влияния действий во время игры на концовку. В итоге выбор зависел от решения на последнем уровне. Оливьеру Пру, продюсер студии, заявил, что в Mankind Divided разработчики данной ошибки не повторят. Развивая мысль, Оливьер Пру заявил, что финал будет зависеть от множества решений, принятых во время прохождения, но с оговоркой, что несколько большее значение окажут выборы на последнем уровне. Ведущий разработчик проекта Жан-Франсуа Дюга, объясняя причину скупого финала предыдущей игры, сказал, что так получилось из-за нехватки времени на воплощение всех задумок команды. В новой же игре подобных «трюков» не будет.

### Игровой процесс
В Mankind Divided переработке подверглась система аугментаций, в которой все умения не выбиваются из баланса и не являются слишком мощными, но все равно являются достаточно эффективными. Помимо аугментаций, которые были представлены в Human Revolution, были в Mankind Divided добавлены новые, которые, в большинстве своём, являются отражением «передовых технологий» мира Deus Ex. Одно из таких — «Титановый щит» (англ. Titan Shield), который временно защищает Адама от физического урона. Художественный директор игры Джонатан Жак-Беллет подчёркивал, что геометрия данной способности передаёт эстетику игры. Разработка анимации и визуальных эффектов связанных со «щитом» заняла год, за который основной концепт несколько раз изменялся. Наибольшие сложности вызвало изображение реакции брони на попадание пули. Другим новшеством является модуль «Тесла» (англ. Tesla), представляющий собой электромагнитное оружие, встроенное в кисть и имеющее четыре заряда для нейтрализации противников. Аугментация является альтернативой электрошокеру. Также изменена роль нанолезвий (англ. Nano-Blade), которые станет возможным использовать также в качестве дистанционного оружия. В предплечье встроено ещё одно нелетальное оружие — шоковый пистолет PEPS.

## Выпуск
Игра была анонсирована 8 апреля 2015 года. 31 августа 2015 года разработчики официально анонсировали дату выхода Deus Ex: Mankind Divided — 23 февраля 2016 года. До начала октября 2015 года действовала программа «Аугментируй свой предзаказ», согласно которой разработчики должны были выпустить игру на 4 дня раньше при определённом уровне предзаказов. Позднее данная программа была закрыта из-за негодования игроков, а все бонусы (кроме раннего релиза) были включены в обычный предзаказ.
Впоследствии релиз игры был отложен на 6 месяцев, чтобы доработать игру до надлежащего вида. Релиз Deus Ex: Mankind Divided состоялся 23 августа 2016 года на платформах Microsoft Windows, PlayStation 4 и Xbox One. Одновременно с игрой были выпущены 2 дополнительных набора оружий. Спустя месяц после выхода основной игры, 23 сентября 2016 года состоялся релиз первого сюжетного дополнения System Rift, а 23 февраля 2017 года, спустя 5 месяцев после выхода System Rift вышло второе дополнение под названием A Criminal Past.
Компания Feral Interactive разработала и выпустила версию игры для Linux 3 ноября 2016 года, а для macOS — 12 декабря 2017 года. На территории России и СНГ физические копии распространяется компанией «Бука» с полной русской локализацией.

## Отзывы и критика

### До выхода игры
| Сводный рейтинг       | Сводный рейтинг                           |
| Агрегатор             | Оценка                                    |
| --------------------- | ----------------------------------------- |
| GameRankings          | (XONE) 85,62 % (PS4) 83,75 % (PC) 81,96 % |
| Metacritic            | (XONE) 83/100 (PS4) 84/100 (PC) 83/100    |
| Иноязычные издания    |                                           |
| Издание               | Оценка                                    |
| Destructoid           | 8/10                                      |
| Edge                  | 9/10                                      |
| EGM                   | 8,5/10                                    |
| Game Informer         | 7/10                                      |
| GameRevolution        | [ 32 ]                                    |
| GameSpot              | 8/10                                      |
| GamesRadar+           | [ 34 ]                                    |
| IGN                   | 9,2/10                                    |
| PC Gamer (US)         | 88/100                                    |
| Polygon               | 8,5/10                                    |
| VideoGamer            | 7/10                                      |
| Time                  | [ 29 ]                                    |
| Русскоязычные издания |                                           |
| Издание               | Оценка                                    |
| 3DNews                | 9/10                                      |
| PlayGround.ru         | 9,2/10                                    |
| Riot Pixels           | 70 %                                      |
| «Игромания»           | 9/10                                      |
| «Канобу»              | 8/10                                      |
| «НИМ»                 | 8,1/10                                    |
| Игры@Mail.Ru          | 9,0/10                                    |
| Stopgame.ru           | Изумительно                               |
| IGN Russia            | 7,8/10                                    |
| Gmbox.ru              | 9/10                                      |

Уоррен Спектор, один из создателей Deus Ex, положительно отозвался о работе Eidos Montreal над продолжением серии, но негативно отнёсся к обилию насилия в трейлере Mankind Divided, прокомментировав это словами: «Deus Ex никогда не ставила во главу угла убийства». Также Спектор назвал битвы с боссами слабым местом Human Revolution, так как они не дают вариантов действия, а лишь оставляют возможность убить. По словам руководителя разработки Жан-Франсуа Дюга, в Mankind Divided будет возможность пройти игру полностью незамеченным, включая битвы с боссами.
В превью от «Игромании» за авторством Евгения Баранова даётся неоднозначная оценка сюжету Mankind Divided. По мнению Баранова, концовка первой части могла привести к множеству общественных и экономических катаклизмов, но разработчики решили давить на «больное место» в виде угнетённых меньшинств, принижение которых изображается во многих сценах трейлеров. Не претерпела изменений не только сюжетная, но и стилистическая часть игры: в картинке всё так же преобладают чёрно-золотые цвета и вычурно детализированное окружение, а саундтрек заимствует многие мотивы предыдущих серий. Все эти нюансы отмечаются недостойными громкого анонса. К чёрно-золотым композициям окружения прибавятся серо-голубые краски, что, по заверению разработчиков, символизирует могущественный «корпоративный феодализм», ведущий борьбу с аугментированными людьми. Но рецензент выражает опасение по поводу многократно возросшей детализации, так как это может помешать восприятию целостной картины локации. Изменения в игровом процессе имеют характер повышения удобства игры любым стилем: и скрытно, и напролом. Однако Баранов добавляет, что вторых было заметно меньше, а механика скрытного прохождения всегда была на зависть другим играм. В итоге превью говорится, что всё остаётся на столь же высоком уровне, но во второй раз «прыгнуть выше головы» получится только за счёт серьёзных потрясений по ходу игры.

### После выхода игры
Игра получила преимущественно положительные оценки. По данным агрегатора Metacritic версии для Xbox One и персональных компьютеров получили 83 балла из 100 возможных на основе 18 и 56 рецензий соответственно, а версия для PlayStation 4 — 84 балла на основе 59 обзоров. Евгений Баранов из «Игромании», ранее выступавший автором предварительного обзора Mankind Divided, в своей рецензии оценил игру в 9 баллов из 10 возможных, отметив «достойный» сюжет, детальную проработку основной игровой локации, усовершенствованный по сравнению с Human Revolution игровой процесс, а также одинаковое внимание разработчиков «открытому» и «тихому» вариантам прохождения, но при этом автор обратил внимание на то, что Mankind Divided «в сущности, та же самая игра, что и пять лет назад», незакрытый финал игры, а также на наличие всего одной полноценной игровой локации в отличие от прошлых игр. Рецензент портала PlayGround.ru Евгений Васютинский поставил игре 9,2 балла из 10 возможных, похвалив игру за атмосферу киберпанка, игровой процесс и вариативность, при этом отметив в качестве недостатков «уменьшенные масштабы» и проблемы технического характера. Рецензент портала IGN также поставил 9,2 балла из 10, назвав Mankind Divided игрой, которая улучшает игровой опыт своей предшественницы во всех аспектах. Портал PC Gamer поставил игре 88 баллов из 100 возможных, также отметив, что игре не хватает второй основной игровой локации помимо Праги, но при этом назвав её «великолепной игрой в жанре immersive sim с лучшим дизайном уровней в своей серии, удивительно богатым сеттингом и невероятно богатым набором аугментаций». Рецензент PC Gamer также отметил, что создатели Mankind Divided в лице Eidos Montreal ближе, чем когда-либо подошли к тому, чтобы преодолеть ту высокую планку качества, которую установила оригинальная Deus Ex.

### Продажи
Летом 2018 года, благодаря уязвимости в защите Steam Web API, стало известно, что точное количество пользователей сервиса Steam, которые играли в Deus Ex: Mankind Divided — 1 155 405 человек.
В мае 2022 года стало известно, что общие продажи Deus Ex: Human Revolution, Deus Ex: Human Revolution - Director's Cut и Deus Ex: Mankind Divided превысили 12 млн копий.